# Комлев, Герман Алексеевич
Герман Алексеевич Комлев (11 октября 1933, Судиславль, Костромская область — 24 июня 2000, Митюшино, Костромская область) — советский художник-миниатюрист, мастер почтовой миниатюры.
Всего за время работы в области почтовой миниатюры по эскизам Г. А. Комлева было выпущено для СССР, Российской Федерации, стран ближнего и дальнего зарубежья: 426 почтовых марок и блоков; 466 конвертов; 141 почтовая карточка и картмаксимум; более 100 специальных почтовых штемпелей.

## Биография
Родился 11 октября 1933 года в Судиславле Костромской области в многодетной семье.
В 1947 году, по окончании семи классов судиславской школы, поступил в Костромское художественное училище. Учился у Николая Павловича Шлеина, директора училищу. Учёбу пришлось оставить после второго курса, так как обучение было платным и денег на учёбу в семье не хватало. Одновременно в 1948-1949 годах Герман занимался в изостудии при костромском Дворце пионеров (у Алексея Ивановича Рябикова, Заслуженного работника культуры РСФСР).
В конце 1952 года Герман Комлев был призван в Советскую армию и проходил военную службу на Балтийском флоте — служил в Студии военных моряков при Клубе моряков в Ленинграде. Будучи военнослужащим, весной 1956 года женился на своей землячке Нине Сергеевой, жившей у своей родственницы в Москве, у них родилось два сына – в 1957 г. и в 1964 г., Вадим и Константин.  Демобилизовавшись в 1956 году, работал художником-оформителем в клубе, подрабатывал в газетах. В 1959 году Комлев начал сотрудничать с Росторгрекламой, Внешторгрекламой и Московским комбинатом торговой рекламы, где создавал плакаты, каталоги, проспекты, этикетки и прочую продукцию. Работа в рекламных агентствах продолжалась до 1975 года. Одновременно в середине 1960-х годов он начал работать в жанре почтовой миниатюры, что стало его делом до конца жизни.
Умер 24 июня 2000 года в деревне Митюшино Судиславского района Костромской области. Был похоронен на кладбище Судиславля. 
Память об известном художнике сохраняют сотрудники Судиславского краеведческого музея, где находится архив Германа Алексеевича – некоторые его работы в жанре плаката и почтовой миниатюры, статьи, документы и фотографии.

## Заслуги
- Работы Г. А. Комлева в жанре почтовой миниатюры были отмечены различными наградами и призами. Журнал «Филателия СССР» ежегодно проводил конкурс «Лучшая марка года». Почтовые миниатюры Г. А. Комлева занимали в нем призовые места в 1970, 1973, 1974, 1975, 1978, 1979, 1981, 1984 и 1986 годах.
- За серию почтовых марок «Портреты национальных героев», выполненную в 1976 году для Демократической Республики Мадагаскар, Комлев был награжден Грамотой от Президента этой республики.
- За пропаганду достижений отечественной космонавтики на почтовых марках он награждался юбилейными медалями Центра подготовки космонавтов им. Ю.А. Гагарина: «20 лет ЦПК», «30 лет ЦПК», «50 лет Ю.А. Гагарину»; дипломом и медалью «Интеркосмос» Академии наук СССР; медалью С.П. Королева РКК «Энергия»; золотой медалью К.Э. Циолковского Федерации космонавтики СССР; грамотой Военно-воздушной инженерной академии им. Н.Е. Жуковского.
- Был награждён медалью «В ознаменование 100-летия со дня рождения Владимира Ильича Ленина» и дипломами Министерства Связи СССР.
- В 1997 году Г. А. Комлеву было присвоено звание «Почетный гражданин посёлка Судиславль».

Некоторые работы
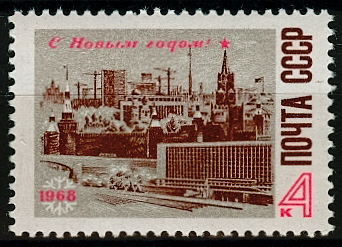
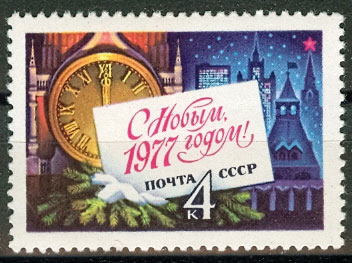
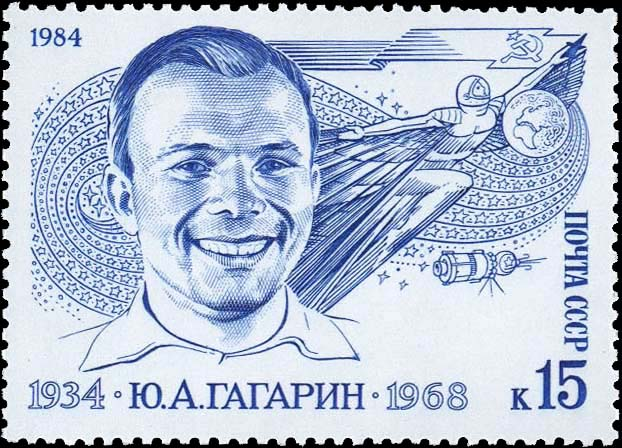